# Coeur d'Alene
Coeur d'Alene (IPA: [kɚdəliːn]) er en amerikansk by og administrativt centrum i det amerikanske county Kootenai County, i staten Idaho. I 2006 havde byen et indbyggertal på 41.328.
- Coeur d'Alene Resort
- Coeur d'Alene
- Panorama af Coeur d'Alene, Idaho, ved breden af Lake Coeur d'Alene.

## Ekstern henvisning
- Wikimedia Commons har flere filer relateret til Coeur d'Alene
- Coeur d'Alenes hjemmeside (engelsk)

47°41′34″N 116°46′48″V / 47.6928°N 116.78°V